# Prima invasione mongola della Polonia
La prima invasione mongola della Polonia, durata dalla fine del 1240 al 1241 e culminata nella battaglia di Legnica, vide gli invasori asiatici sconfiggere un'alleanza che includeva forze polacche e provenienti da altre regioni europee guidate tra gli altri da Enrico II il Pio, duca di Slesia. Lo scopo della prima invasione era proteggere il fianco del grosso dell'esercito mongolo, impegnato nei combattimenti contro il Regno d'Ungheria. I mongoli neutralizzarono qualsiasi potenziale aiuto che i polacchi o un ordine religioso cavalleresco avrebbero potuto fornire al re Béla IV.

## Contesto storico
I mongoli invasero l'Europa con tre eserciti: uno di essi aveva il compito di distrarre la Polonia prima di unirsi alla sezione principale, intenta invece a invadere l'Ungheria. Il generale mongolo in carica, Subedei, non voleva che le forze polacche potessero minacciare il suo fianco durante l'assalto in terra magiara e, pertanto, scelse di ordinare il distaccamento di un piccolo contingente per impedire a Cracovia di assistere Buda, quanto meno fino alla sua caduta. Quell'armata, diretta da Baidar, Kadan e Orda Khan, avviò le operazioni di esplorazione alla fine del 1240: sebbene i mongoli si possano essere mossi contro obiettivi relativamente modesti e avessero agito in gruppi minori, riuscirono ad annientare quasi del tutto i difensori e condizionarono l'esercito boemo a difendere le sue terre piuttosto che aiutare la già assediata Ungheria.

## Invasione

### Tattiche
Una caratteristica fondamentale dell'invasione risultò la velocità dell'avanzata mongola, che causò gravi incertezze per i difensori polacchi, incapaci di effettuare spostamenti efficaci. Sebbene le forze polacche in totale fossero molto più numerose dei due tumen mongoli (12 000-20 000 uomini) assegnati per colpire la Polonia, i mongoli attaccarono da più direzioni prima che gli europei potessero costituirsi in un unico e solido gruppo. Sulla scia di tali premesse, si comprende perché gli asiatici ingaggiarono numerose battaglie e scaramucce per disperdere i combattenti a loro ostili.

### Campagna
Il tumen che in passato aveva combattuto a Volodymyr-Volyns'kyj e imperversato nella Rus' di Kiev, si diresse nell'ordine a Sutiejsk, Lublino e Sandomierz: quest'ultima cadde il 13 febbraio 1241. Da quel punto, le armate degli invasori si separarono in tre tronconi: Orda devastò con i suoi uomini la Polonia centrale, spostandosi a Wolbórz e nell'estremo nord fino a Łęczyca, prima di svoltare a sud e dirigersi verso Sieradz verso Breslavia; Baidar e Kadan devastarono la parte meridionale della Polonia, spostandosi a Chmielnik, i dintorni di Cracovia, Opole e infine Legnica, prima di lasciare le terre polacche in direzione ovest e sud.
Baidar e Kadan il 13 febbraio sconfissero un esercito polacco al comando del voivoda di Cracovia, Vladimiro (Włodzimierz), nella battaglia di Tursko. Il 18 marzo surclassarono ulteriori nemici provenienti da Cracovia e Sandomierz nella battaglia di Chmielnik, mentre il panico si diffondeva nelle terre polacche e i spingeva i cittadini ad abbandonare Cracovia, le cui mura furono sfondate e gli edifici bruciati il 24 marzo. Nel frattempo, uno dei più potenti duchi di Polonia del tempo e duca di Slesia, Enrico II il Pio, radunarono le sue forze e gli alleati intorno a Legnica (in tedesco Liegnitz). Enrico, affinché potesse radunare più truppe, sacrificò persino una delle più grandi città della Slesia, Breslavia, abbandonandola al suo destino. Enrico stava anche aspettando Venceslao I di Boemia, suo cognato, che stava giungendo a capo di un nutrito esercito per fornire assistenza.

### Battaglia di Legnica

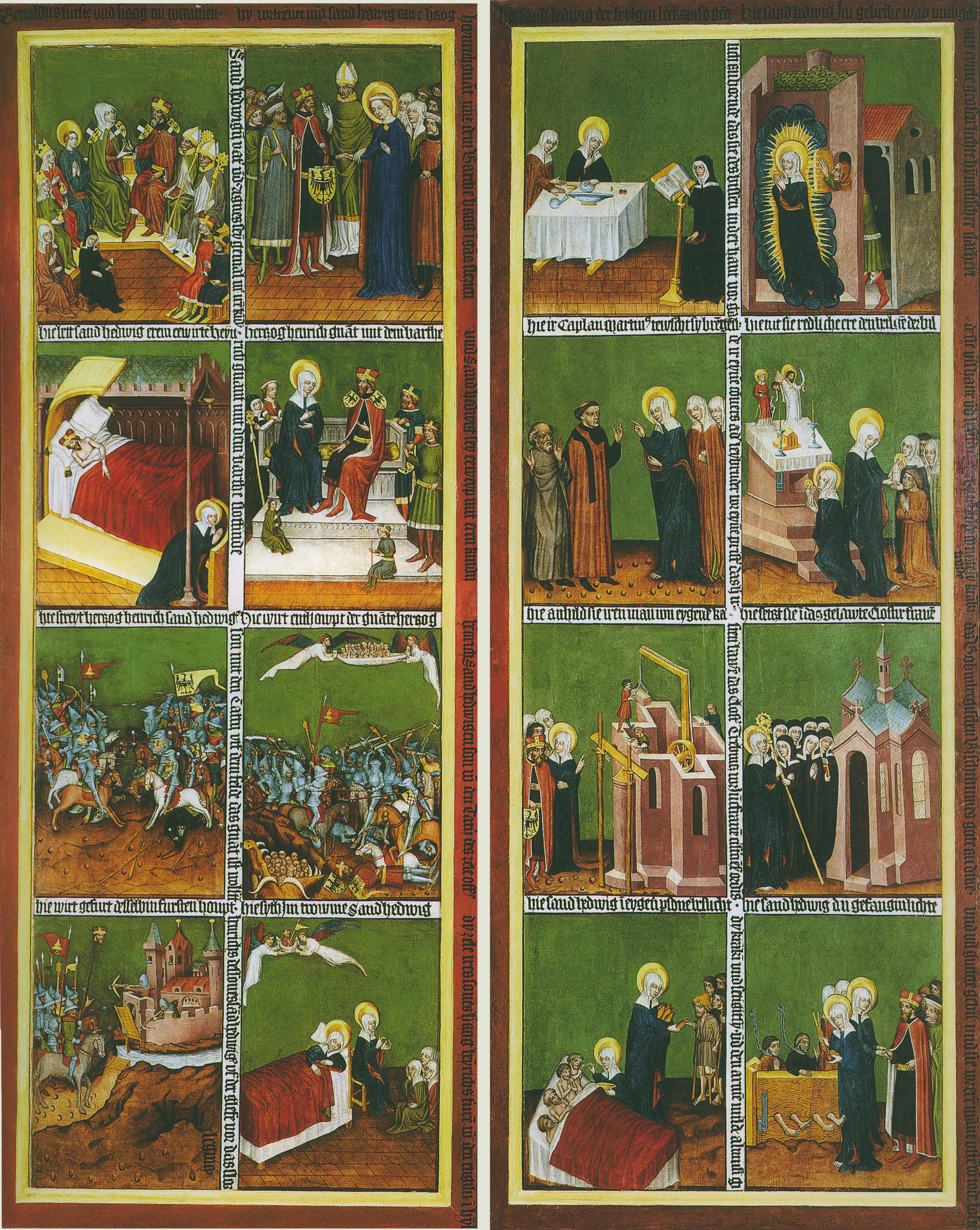
La battaglia di Legnica del 1241 in un manoscritto miniato medievale

Mentre valutavano se assediare Breslavia, Baidar e Kadan ricevettero rapporti dei ricognitori secondo cui il boemi distava pochi giorni di cammino con un grande esercito. I mongoli desistettero dall'assedio di Breslavia, scegliendo dunque di intercettare le forze di Enrico prima che i rinforzi potessero unirsi al gruppo principale. I mongoli raggiunsero Enrico vicino a Legnica in un luogo divenuto noto in seguito come Wahlstatt ("campo di battaglia" in medio alto tedesco; oggi Legnickie Pole, ovvero "campo di Legnica"). Enrico godeva del supporto di Miecislao II il Grasso (Mieszko II Otyły), così come dei sopravvissuti degli eserciti polacchi sconfitti a Tursk e Chmielnik, membri di ordini religiosi cavallereschi e un piccolo numero di volontari stranieri.
La battaglia decisiva per la Polonia avvenne nella battaglia di Legnica il 9 aprile: appena cominciò la schermaglia, la carica dei cavalieri europei sembrò causare la rotta di una parte della linea mongola, cosa che spinse Enrico II a inviare la sua cavalleria per inseguirli. Tuttavia, i mongoli avevano semplicemente attirato i cavalieri lontano dalla loro fanteria di supporto e usato una cortina fumogena per impedire alla fanteria e alla cavalleria rimanente di intravedere i cavalieri più avanzati che erano stati circondati e massacrati. Una volta che i cavalieri polacchi e tedeschi furono uccisi, il resto dell'esercito polacco appariva vulnerabile e andò facilmente accerchiato. Il successivo cronista polacco Jan Długosz affermò che i mongoli avessero causato confusione nelle forze polacche gridando "Fuggite!" in lingua polacca attraverso la cortina di fumo. Gli attaccanti non espugnarono il castello di Legnica, ma furono in grado di razziare la Slesia senza praticamente nessuna seria opposizione prima di spostarsi verso il grosso dell'orda, localizzata in Ungheria.

## Leggenda
Una leggenda ritiene che un contingente di cavalieri teutonici di numero indeterminato si unì all'esercito alleato: tuttavia, una recente analisi degli Annali di Jan Długosz del XV secolo di Labuda suggerisce che i crociati tedeschi potrebbero essere stati aggiunti al testo dopo che il cronista Długosz aveva completato il lavoro. Un'altra versione secondo cui l'Hochmeister Poppo von Osterna perì durante la battaglia risulta falsa, poiché questi si spense a Legnica anni dopo, mentre visitava il convento di sua moglie. Si dice che anche gli ospitalieri abbiano partecipato a questa battaglia, ma anche questa pare essere un'invenzione aggiunta in resoconti successivi; né i resoconti di Jan Długosz né la lettera inviata al re di Francia (allora Luigi IX) dal precettore templare Ponce d'Aubon li menzionano. Peter Jackson sottolinea inoltre che l'unico ordine militare che combatté a Legnica fu quello templare, anche se ad ogni modo il contributo fu assai basso, contandosi 68-88 soldati ben addestrati e ben armati. La loro lettera al re di Francia riporta la perdita di nove fratelli cavalieri, tre sergenti e 500 "uomini": l'uso di tale termine interessava probabilmente contadini che lavoravano nelle loro tenute e quindi non erano né meglio armati né addestrati rispetto al resto della fanteria dell'esercito.

## Conseguenze
I mongoli evitarono le forze boeme, che erano troppo spaventate per avanzare e assistere gli ungheresi, e sconfissero i magiari nella battaglia di Mohi. La notizia che il gran khan Ögödei morì l'anno precedente, avendo generato disaccordi tra i principi Batu, Guyuk e Buri, costrinse i discendenti del governatore supremo a fare ritorno nella capitale Karakorum per il kurultai in cui sarebbe stato eletto il prossimo Khagan: probabilmente quest'evento permise alle terre polacche di non venire completamente invase dai mongoli.
La morte del duca Enrico, vicino a unificare le terre polacche e invertire la frammentazione interna avvenuta nel 1138, ritardò il processo di unificazione della Polonia. Questo avvenne solo nel XIV secolo e comportò anche la perdita della Slesia, la quale si sarebbe allontanata dalla sfera d'influenza polacca diventando gradualmente parte della Corona boema).
Un certo numero di insediamenti militari come Sutiejsk non furono mai ricostruiti dopo essere stati distrutti dai mongoli. Questo antico gord slavo figurava tra i principali centri amministrativi delle città di Červen, una regione storica localizzata tra Polonia e Rus' di Kiev. Probabilmente fondato dal Gran principe Jaroslav il Saggio, quest'insediamento polacco conta oggi 500 abitanti.

### Successive invasioni mongole
Gli asiatici effettuarono invasioni della Polonia anche in altre due occasioni (1259-1260 e 1287-1288).
Nel 1254 o 1255, Danilo di Galizia si ribellò al dominio mongolo instauratosi nel Principato di Galizia-Volinia: respinto il primo assalto mongolo sotto il figlio di Orda Quremsa, nel 1259, gli asiatici tornarono sotto il comando di Burundai. Secondo alcune fonti, Danilo sarebbe fuggito in Polonia lasciando suo figlio e suo fratello in balia degli invasori, mentre secondo altri si sarebbe rifugiato nel castello di Halyč. I mongoli avevano bisogno di garantire l'aiuto della Polonia a Danilo e del bottino di guerra per soddisfare la richiesta dei loro soldati. Nel frattempo, i lituani attaccarono Smolensk e minacciarono Toržok, vassalli dell'Orda d'Oro, nel 1258 circa. Per tutta risposta, i mongoli inviarono una spedizione punitiva in Lituania, causando diversi danni al sovrano Mindaugas. Burundai chiese di nuovo a Danilo di reclutare altre truppe e, dopo avergli ordinato di demolire le mura di tutte le città della Galizia e della Volinia, nel 1259, 18 anni dopo il primo attacco alla Polonia, due tumen (20 000 uomini) dell'Orda d'oro, sotto la guida di Berke, attaccarono la Polonia dopo un'incursione in Lituania. Quest'incursione fu comandata dal giovane principe Nogai Khan e dal generale Burundai. I soldati della Rus' sotto il figlio di Danilo, Leone, e il fratello, Basilio, si unirono alla spedizione mongola. Lublino, Sandomierz, Zawichost e Cracovia furono devastati e saccheggiati dall'esercito mongolo, ma Berke non aveva intenzione di occupare o conquistare la Polonia: dopo questa incursione papa Alessandro IV tentò senza successo di organizzare una crociata contro i tartari.
I principi della Rus' nordoccidentale si lamentavano dei ripetuti attacchi del Regno di Polonia ai loro padroni mongoli e la cosa spinse i seguaci di Nogai a reclutare truppe dai principati della Russia, inclusi guerrieri di etnia valacca, kipčaka e alana. Un'incursione fallita seguì nel 1287, guidata da Talabuga e Nogai Khan. Lublino, Masovia, Sandomierz e Sieradz furono razziati con successo, ma persero a Cracovia. Nonostante ciò, Cracovia ne uscì devastata. L'incursione vide la partecipazione di meno di un tumen, poiché gli eserciti dell'Orda d'Oro erano impegnati in un altro conflitto con l'Ilkhanato scoppiato nel 1284. Il contingente preferì ritirarsi invece di affrontare la più potente forza polacca.
Ozbek Khan e Jani Beg mossero guerra al potente regno di Polonia per assicurarsi la loro rivendicazione sulla Rus' occidentale (le moderne Bielorussia e Ucraina). Verso il 1356, Casimiro III il Grande raggiunse un'intesa con l'Orda d'Oro e apparentemente si impegnò a rendere omaggio in cambio del sostegno militare contro la Lituania. In una lettera al maestro teutonico, affermò che sette principi mongoli al comando delle truppe stavano venendo in suo aiuto. I cavalieri, tuttavia, cercavano un riavvicinamento con la Lituania e accusarono Casimiro ai papi di essersi sottomesso ai mongoli.